# جامعة الصين للبترول (بكين)
جامعة الصين للبترول - بكين (CUPB) هي جامعة صينية لها حرم جامعي في بكين وكاراماي . انها جزء من جامعة الصين للبترول .

## الجامعات
يوجد بالجامعة الصينية للبترول - بكين حرمين جامعيين ، أحدهما في تشانغبينغ ، بكين والآخر في كاراماي ، شينجيانغ . كما أن لديها مدرسة الدراسات العليا الخاصة بها تحت إدارة وزارة التعليم . في عام 1997 ، أصبحت عضوًا في أول الجامعات «مشروع 211» ، وفي عام 2006 تم ترشيحها كواحدة من الجامعات لإنشاء منصة وطنية للابتكار للتخصصات المفيدة.

## خريج متميز
- وو يي - نائبة رئيس الوزراء السابق لجمهورية الصين الشعبية ، عضو المكتب السياسي
- تشو يونغ كانغ - عضو اللجنة الدائمة للمكتب السياسي السابق ، أمين لجنة السياسة والقانون المركزية

## روابط خارجية
- جامعة الصين للبترول
- جامعة الصين للبترول (in Chinese)
- جامعة الصين للبترول ، بكين (in Chinese)